# René Démaret
Pour les articles homonymes, voir Démaret.
René Démaret est un footballeur français né le 2 décembre 1922 à Marquette-lez-Lille (Nord) et mort le 30 avril 1954. 
Il a été défenseur à l'US Valenciennes-Anzin, au SO Montpellier, au RC Strasbourg et à l'AS Monaco.
Il est mort prématurément en 1954, à la suite d'une opération chirurgicale.

## Palmarès
- Vainqueur de la Coupe de France 1951 (avec le RC Strasbourg)